# Градениго, Пьетро

Герб Пьетро Градениго

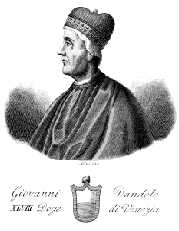
Пьетро Градениго

Пьетро Градениго (1251 — 13 августа 1311) — 49-й венецианский дож. Вступил в должность в 1289 году.
Знаменит политическими реформами.
В 1293—1299 годах вёл проигрышную войну с Генуэзской республикой.
В 1297 году осуществил реформирование Большого Совета. Отныне Большой Совет был расширен, но в него могли входить только представители венецианской знати, чьи фамилии были прописаны в Золотой Книге.
После заговора Бьямонте Тьеполо в 1310 году учредил Совет Десяти.
Жена — Томмазина Морозини.

## Правление
Начало правления нового дожа сопровождалось бурными возмущениями со стороны горожан, которые дали ему презрительное прозвище «Pierazzo» («Петрушка»). Новый дож немедленно возобновил непопулярную войну против Генуи (1294—1299), что ещё более обозлило горожан. На фоне продолжавшейся с переменным успехом войны город потрясла ещё одна инициатива дожа: в 1296 году он предложил не допускать к избранию в члены Большого Совета представителей среднего класса. Таким образом, представители самой многочисленной социальной прослойки теряли возможности карьерного роста и доступа к государственным должностям. Последовали демонстрации и протесты, результатом которых стало закрытие Большого Совета 28 февраля 1297 года. Власти всё же пришлось пойти на компромисс в этом вопросе, но вскоре удар последовал с другой стороны: 8 сентября 1298 венецианские войска в битве при Курзоле потерпели серьёзное поражение в войне против генуэзцев. Венеции пришлось подписать тяжёлый мирный договор с Генуей (1299), последствия которого тяжким экономическим бременем легли на населении республики. Всё это привело к политическому кризису в стране.
В 1300 году, согласно летописям, недовольные граждане города, к числу которых относились и представители некоторых старейших венецианских семейств предприняли попытку насильственного свержения ненавистной власти. Благодаря информатору правительство сорвало заговор и казнило заговорщиков, но это только усилило недовольство и напряжение в городе. Подавленная попытка заговора оказалась не последней.

## Конфликт с папой и второй заговор
В 1308 году, во время войны против папы в Романье за право владения городом Феррара, о чём так сильно мечтал Пьетро Градениго, папа издал интердикт и отлучил дожа и всю Венецию от церкви. В результате этого, а также военных неудач созрел план нового заговора, во главе которого на этот раз встал Баджамонте Тьеполо, внук Якопо Тьеполо, бывшего дожа, которого очень любили во многих социальных слоях города.
В заговоре участвовали и благородные фамилии, и беднота города. Заговорщики решили действовать на рассвете 15 июня 1310 года. Они планировали занять Дворец дожей, арестовать правительство и убить своих врагов, включая дожа. Однако незадолго до начала акции Пьетро Градениго получил известие об этом от одного из заговорщиков, что позволило ему принять предупредительные меры, вызвать подкрепления, вооружить своих сторонников.
Поражение заговорщиков было полным, после чего последовали репрессии: всё семейство Тьеполо было выслано из города в дальние провинции, многие заговорщики были казнены, товары восставших были конфискованы, а их дома разрушены.